# أنور التهامي
أنور محمد التهامي (بالإسبانية: Anuar Mohamed Tuhami)‏ هو لاعب كرة قدم مغربي إسباني في مركز الوسط ولد في يوم 15 يناير 1995 في سبتة، يلعب حالياً مع نادي ريال بلد الوليد ويبلغ طوله 173 سم.

## روابط خارجية
- أنور التهامي على موقع قاعدة بيانات كرة القدم.إي يو (الإنجليزية)
- أنور التهامي على موقع ليكيب (الفرنسية)
- أنور التهامي على موقع ناشيونال فوتبول تيمز (الإنجليزية)
- أنور التهامي على موقع Soccerbase.com (لاعب) (الإنجليزية)
- أنور التهامي على موقع Soccerway.com (الإنجليزية)
- أنور التهامي على موقع عالم كرة القدم.نت (الإنجليزية)
- أنور التهامي على موقع AS.com (الإسبانية)